# Kerinci (volcan)
Pour les articles homonymes, voir Kerinci.
Le Kerinci est le plus haut volcan d'Indonésie et, à 3 805 mètres d'altitude, le point culminant de l'île de Sumatra. C'est l'un des plus actifs du pays au cours des deux derniers siècles. Toutefois, ses éruptions peu violentes en font une destination populaire.

## Toponymie
Kerinci est aussi orthographié Kerintji. Ses noms indonésiens sont Gunung Kerinci, Berapi Kurinci, Kerinchi, Korinci ou encore Gadang. Il est aussi appelé pic d'Indrapura.

## Géographie

### Localisation et topographie

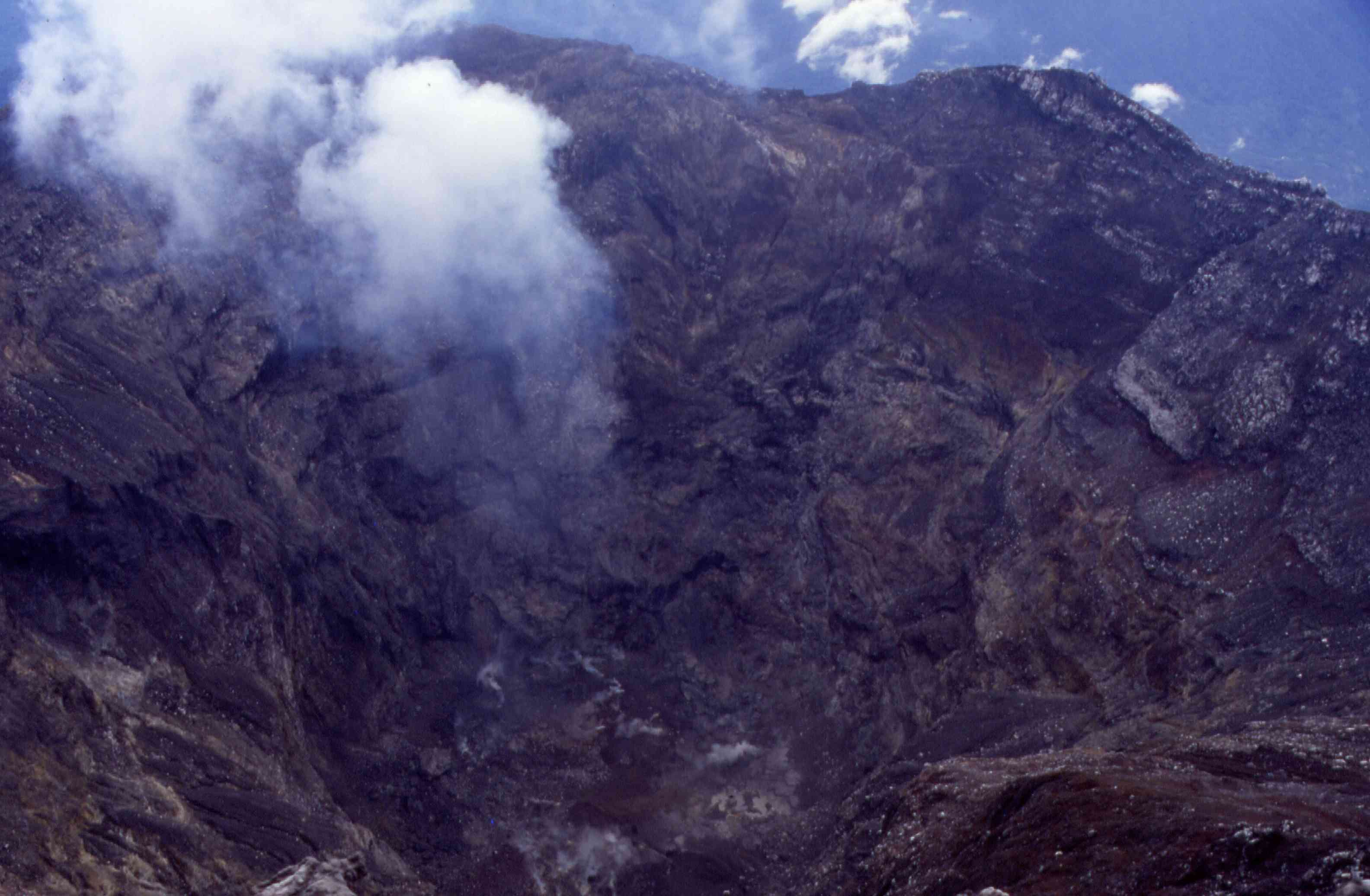
Vue du cratère du Kerinci.

Le Kerinci est situé dans la partie centrale de l'île indonésienne de Sumatra, près de sa côte occidentale, dans la chaîne des Bukit Barisan. Il se trouve à cheval entre les kabupaten de Kerinci et de Solok du Sud, appartenant respectivement aux provinces de Jambi et de Sumatra occidental. Padang, la capitale de cette dernière, est à 130 kilomètres au nord. Il culmine à 3 805 mètres d'altitude et constitue le point culminant de Sumatra ainsi que le volcan le plus élevé d'Indonésie. Son cône, orienté nord-sud, mesure 25 km de long sur 13 km de large à la base. Il est coiffé par un cratère de 600 mètres de diamètre dont le fond est fréquemment rempli par un lac de couleur jaune-vert en raison du soufre. La montagne abrite quinze autres lacs, les plus vastes étant le lac Kerinci et le Gunung Tujuh. Le premier, d'une superficie de 4 200 hectares, se situe à 650 mètres d'altitude, et accueille le festival du lac Kerinci chaque année en juillet. Le second signifie « lac aux sept montagnes » en raison des sept pics qui l'entourent et constitue, à 1 996 mètres d'altitude, le plus haut lac d'Asie du Sud-Est.

### Faune et flore
Ses pentes sont couvertes de forêts de pins de 2 400 à 3 300 mètres d'altitude. Elles abritent le Tigre de Sumatra (Panthera tigris sumatrae) et le Rhinocéros de Sumatra (Dicerorhinus sumatrensis).

## Histoire
D'après des études menées en 1973, la tribu Kecik Wok Gedang Wok est la première à s'installer sur un plateau du mont Kerinci il y a 10 000 ans. Leur population reste extrêmement réduite en raison de leur assimilation avec les proto-malais installés ultérieurement.
Depuis sa première éruption historique recensée en 1838, le Kerinci a connu une trentaine d'éruptions, souvent de type phréatique mais ne dépassant jamais 2 sur l'échelle de l'indice d'explosivité volcanique, ce qui en fait l'un des volcans les plus actifs d'Indonésie. Sa dernière éruption remonte à avril 2009.

## Activités

### Ascension
L'ascension du volcan peut être effectuée au départ de la ville de Sungai Penuh, dans la province de Jambi. Il est gravi depuis le village de Kersik Tuo, au sud du volcan. La montée et la descente prennent trois jours et deux nuits jusqu'au sommet, avec une ascension finale nocturne. Il est possible de s'arrêter au camp II, ce qui raccourcit la randonnée à deux jours et une nuit. Une grande partie de l'ascension se fait dans une jungle épaisse et les sols peuvent s'avérer boueux et glissants, même durant la saison sèche où les précipitations ne se produisent qu'occasionnellement et sous forme de pluie fine. Les services d'un guide sont conseillés.

### Protection environnementale
Le Kerinci est inclus dans le parc national de Kerinci Seblat dont il constitue le principal repère. Malgré ça, ses pentes sont exploitées pour l'agriculture, notamment une plantation de thé sur son versant méridional.